# 外鼻神経
外鼻神経（がいびしんけい、前篩骨神経外鼻枝とも）は頭頸部の神経の一つ。前篩骨神経の終枝で、鼻の側面の皮膚と鼻中隔の知覚神経を支配する。

## 追加画像

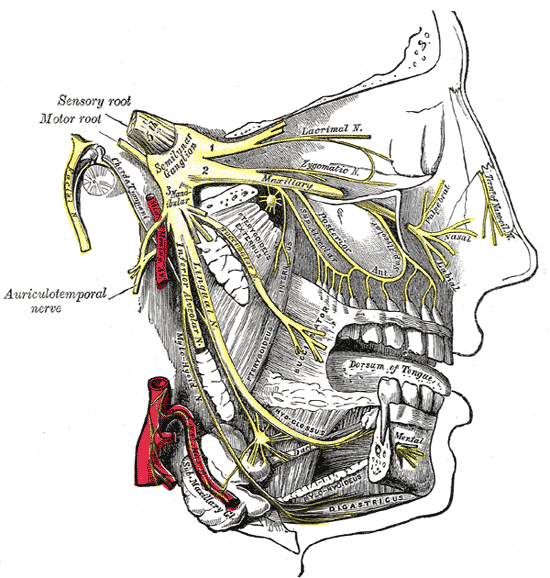
Distribution of the maxillary and mandibular nerves, and the submaxillary ganglion.